# Hervé Itoua
Pour les articles homonymes, voir Itoua.
Hervé Itoua, né en 1942 à Otambioko, est un ancien évêque du diocèse de Ouesso.

## Biographie
Hervé Itoua a été ordonné prêtre le 12 juillet 1970. Le pape Jean-Paul II le nomme le 6 juin 1983 évêque de Ouesso. 
L’archevêque de Marseille et prélat de la Mission de France à Pontigny, Roger Etchegaray lui donne l’ordination épiscopale le 28 août de la même année; Barthélemy Batantu, archevêque de Brazzaville, et Georges-Firmin Singha, évêque d’Owando sont les co-consécrateurs. Sa devise est : "Là où il est amoureux, je serai là". 
Il démissionne de sa fonction le 22 avril 2006, date à laquelle Yves Monot devient administrateur apostolique, avant d’en devenir l’actuel évêque le 14 août 2008. 